# Craig Lecesne
Craig Lecesne (Malmö, Suecia, 25 de marzo de 1997) es un jugador de baloncesto sueco que mide 2,06 metros y actualmente juega de ala-pívot en las filas del CS Phoenix Galaţi de la Liga Națională rumana. Es internacional con la selección de Suecia.

## Trayectoria
Lecesne es un ala-pívot formado en la St. James School, situada en St. James (Maryland), antes de ingresar en 2016 en la Universidad Pepperdine, situada en Malibu (California), para jugar una temporada la NCAA con los Pepperdine Waves. 
En la temporada 2017-18, formaría parte del San Bernardino Valley College, antes de ingresar en 2018 en la Universidad Estatal de San José, situada en San José (California), para jugar durante dos temporadas la NCAA con los San Jose State Spartans desde 2018 a 2020. 
Tras no ser drafteado en 2020, el 17 de enero de 2020 regresa a Suecia para jugar en el KFUM Nassjo Basket de la Basketligan, la máxima categoría del baloncesto sueco, donde participa en 10 encuentros.
En la temporada 2021-22, firma de nuevo por el KFUM Nassjo Basket de la Basketligan, donde promedia 15 puntos y 8,2 rebotes en 34 partidos disputados.
El 26 de agosto de 2022, firma por el Oviedo Club Baloncesto de la Liga LEB Oro.
El 10 de marzo de 2023, decide abandonar el conjunto ovetense.
El 2 de agosto de 2023, firma por el ART Giants Düsseldorf de la ProA (Basketball Bundesliga). 

## Selección de Suecia
Fue un habitual en las categorías inferiores de la selección de baloncesto de Suecia, con la que llegó a jugar en categoría sub-16, sub-18 y sub-20.
En agosto de 2023, hace su debut con la absoluta de la selección de baloncesto de Suecia.